# Mormonia subnatana
Mormonia subnatana là một loài bướm đêm trong họ Noctuidae.